# آرامگاه شیخ مغربی
آرامگاه شیخ مغربی مربوط به دوره پهلوی است و در استهبان، محله آب پخش، خیابان امام خمینی، داخل هنرستان دخترانه فنی حرفه‌ای استقلال واقع شده و این اثر در تاریخ ۱۸ شهریور ۱۳۸۷ با شمارهٔ ثبت ۲۳۳۸۸ به‌عنوان یکی از آثار ملی ایران به ثبت رسیده‌است.